# Silylering
Onder silylering of silylatie wordt in de organische chemie een chemische reactie verstaan, waarbij stoffen gevormd worden die afgeleid zijn van silaan, een silaanderivaat, of een silylverbinding. Een silylering is in feite analoog aan een alkylering, maar hier neemt silicium de rol van koolstof over. Het houdt in dat een waterstofatoom van een molecule wordt vervangen door een alkylsilylgroep, zoals -SiMe3. 
Deze derivatisatiereactie is zeer belangrijk in de analytische chemie. Veel functionele groepen die problemen geven bij chromatografische scheidingen, kunnen na derivatisatie met een silyleringsreagens toch gescheiden worden via veelal gaschromatografie. Voorbeelden van dergelijke groepen zijn hydroxylgroepen, carbonzuren, amines, thiolen en fosfaten. De deriviaten zijn minder polair, vluchtiger en meestal stabiel bij de hogere temperaturen (thermische stabiliteit) nodig voor gaschromatografie.

## Silyleringsreagentia
Stoffen die kunnen ingezet worden om te silyleren zijn:
- Dimethyldichloorsilaan
- Dimethylchloorsilaan
- Methyltrichloorsilaan
- Trimethylchloorsilaan
- Hexamethyldisilazaan
- N,N′-Bis(trimethylsilyl)ureum
- N-trimethylsilyldiethylamine
- N,O-bis(trimethylsilyl)trifluoraceetamide